# Список умерших в 688 году

## Апрель
- 9 апреля — Вальдетруда — святая Римско-Католической церкви, аббатиса, сестра святой Адельгунды, покровительница города Монс и провинции Эно, Бельгия.

## Май
- 12 мая — Риктруда, святая католической церкви.

## Октябрь
- 17 октября — Анструда — святая игумения.

## Дата смерти неизвестна или требует уточнения
- Абу-ль-Асвад ад-Дуали — арабский лингвист, автор первого свода правил арабского языка и первой системы огласовок для арабского письма.
- Ашот II Багратуни — князь, правитель Армении (с 685), поэт-гимнограф.
- Бертари — король лангобардов (661—662 и 671—688).
- Берхар — майордом Нейстрии и Бургундии (686—688).
- Георгий I, Патриарх Константинопольский (680—688).
- Евфрасий, епископ Луго.
- Елеазар — 18-й католикос Кавказской Албанской церкви.
- Иоанн Бергамский — итальянский прелат, Ординарий епархий Бергамо, священномученик.
- Кусайла, берберский христианский король королевства Альтава и вождь племени Авраба и, возможно, христианский царь союза берберских племён Санхаджи.
- Оппа, епископ Туя.
- Маджнун (Каис ибн аль-Мулаувах) — полулегендарный арабский поэт из племени бану Амир.